# Zahodnosibirsko nižavje
Zahodnosibirsko nižavje (rusko Западно-Сибирская равнина, latinizirano: Zapadno-Sibirskaja ravnina) je velika nižina, ki zavzema zahodni del Sibirije, med Uralom na zahodu in reko Jenisej na vzhodu ter gorovjem Altaj na jugovzhodu. Velik del nižavja je zamočvirjen in ga pokrivajo nekatera največjih svetovna močvirja in poplavne ravnice. Pomembna mesta so Čeljabinsk, Novosibirsk, Omsk in Tomsk ter Surgut in Nižnevartovsk.
Zime v Zahodnosibirskem nižavju so ostre in dolge. Podnebje večine nižinskih območij je subarktično ali celinsko. Nižavje je imelo velike zaloge nafte in zemeljskega plina. Večina ruske proizvodnje nafte in plina je bila pridobljena s tega območja v 1970. in 1980. letih.

## Geografija
Zahodnosibirsko nižavje leži vzhodno od Uralskega gorovja večinoma na ozemlju Rusije. Je ena od velikih ruskih regij in je opisana kot največja neprekinjena planota/nižina na svetu – več kot 50 odstotkov je nižjih od 100 m nad morsko gladino — in pokriva območje približno 2,6–2,7 milijona kvadratnih kilometrov, kar je približno ena tretjina Sibirije. Razteza se od severa proti jugu v dolžini 2500 kilometrov, največjo širino pa doseže 1500 kilometrov v južnem delu. od Arktičnega oceana do vznožja gorovja Altaj in od vzhoda proti zahodu 1900 km od reke Jenisej do Uralskega gorovja. Poleg Jeniseja so druge glavne reke v Zahodnosibirskem nižavju od zahoda proti vzhodu Irtiš, Ob, Nadim, Pur in Taz. Veliko je jezer in močvirij, veliki predeli ravnin pa so spomladi poplavljeni.
Dolga reka Jenisej teče na široko od juga proti severu, na razdalji 3530 km do Arktičnega oceana, kjer ob izlivu izpusti več kot 20 milijonov litrov vode na sekundo. Skupaj s pritokom Angara tečeta reki 5530 km. Dolina, ki jo tvori Jenisej, deluje kot groba ločnica med Zahodnosibirskim nižavjem in Srednjesibirskim višavjem. Sibirski Uvali je nizko hribovito območje, ki se razteza od vzhoda proti zahodu. Ledeniški nanosi segajo daleč proti jugu do sotočja Ob-Irtiš in tvorijo občasne nizke hribe in grebene, vključno s Priobsko ravnino na jugu, sicer pa je nižavje izjemno ravno in brez posebnosti. Išimska ravnina in Barabinska nižina na jugu sta pomembni kmetijski območji. V nižini Kulunda, ki se razteza proti jugu v Kazahstan in je na jugu omejena s hribovjem Kokšetau, so slana jezera.
Zahodnosibirsko nižavje je zelo močvirnato, prsti so večinoma šotasti histosoli in v negozdnatem severnem delu histeli; je eno največjih svetovnih območij šotišč, za katera so značilna visoka barja. Močvirje Vasjugan, eno največjih posameznih visokih barij na svetu, pokriva približno 51.600 kvadratnih kilometrov. V obsežnih medrečnih močvirjih poplavne nižine Ob-Taz so številna jezera.

### Pokrajina
V pokrajini Zahodnosibirskega nižavja na jugu prevladujejo obsežni borealni iglasti gozdovi (tajga), ki proti severu prehajajo v gozdno tundro in nazadnje v tundro. V teh severnih regijah se visoke rastline (kot so drevesa) ne morejo razviti zaradi permafrosta in nizke vsebnosti vode v tleh; namesto njih prevladujejo mahovi, grmičevje in praproti. Pretežno ravninsko območje je pretežno močvirnato, približno četrtina se šteje za mokrišča, ki se razprostirajo po skoraj celotnem območju.
Posebno globoka barja so v tajgi. Kljub nizki letni količini padavin okoli 450–500 mm, še nižja stopnja izhlapevanja 200–400 mm in slabo odcedni teren povzročata stalen presežek vode na tleh, zaradi česar so razmere idealne za nastanek šotišč. 56 % mokrišč so barjanski gozdovi, 16 % kermi barja, 8 % odprta močvirja, 7 % palsa barja, 5 % odprta visoka barja, 4 % aapa barja in 4 % močvirja. Območje barja Vasjuganje v južni Zahodni Sibiriji je največje visoko barje na svetu.

## Rastlinstvo in živalstvo
Nižavje ima osem različnih vegetacijskih območij: tundra, gozdna tundra, severna tajga, srednja tajga, južna tajga, gozd pod tajgo, gozdna stepa in stepa. Število živalskih vrst v Zahodnosibirskem nižavju se giblje od najmanj 107 v tundri do 278 ali več v gozdno-stepskem območju. Na jugu, kjer permafrosta večinoma ni, so bogata travišča, ki so podaljšek Kazaške stepe, oblikovala prvotno vegetacijo, ki je bila do začetka 21. stoletja skoraj vsa izkrčena.

## Geologija
Zahodnosibirsko nižavje je sestavljeno večinoma iz kenozojskih aluvialnih nanosov in je izredno ravna. Dvig morske gladine za petdeset metrov bi povzročil poplavo vsega ozemlja med Arktičnim oceanom in sotočjem Ob-Irtiš blizu Hanti-Mansijska (glej tudi Turgajski preliv, Zahodnosibirsko ledeniško jezero). Gre za območje zemeljske skorje, ki je bilo podvrženo dolgotrajnemu ugrezanju in je sestavljeno iz vodoravnih usedlin izpred kar 65 milijonov let. Veliko usedlin na tej nižini je posledica ledenih jezov, ki so obrnili tok rek Ob in Jenisej ter ju preusmerili v Kaspijsko jezero in morda tudi v Aralsko jezero.